# Liste der Gebietsänderungen in Sachsen-Anhalt
Die Liste der Gebietsänderungen in Sachsen-Anhalt ist aufgeteilt in folgende Teillisten:
- Liste der Gebietsänderungen in Sachsen-Anhalt (DDR)
- Liste der Gebietsänderungen in Sachsen-Anhalt 1991
- Liste der Gebietsänderungen in Sachsen-Anhalt 1992
- Liste der Gebietsänderungen in Sachsen-Anhalt 1993
- Liste der Gebietsänderungen in Sachsen-Anhalt 1994
- Liste der Gebietsänderungen in Sachsen-Anhalt 1995 bis 1997
- Liste der Gebietsänderungen in Sachsen-Anhalt 1998
- Liste der Gebietsänderungen in Sachsen-Anhalt 1999
- Liste der Gebietsänderungen in Sachsen-Anhalt 2001
- Liste der Gebietsänderungen in Sachsen-Anhalt 2002
- Liste der Gebietsänderungen in Sachsen-Anhalt 2003
- Liste der Gebietsänderungen in Sachsen-Anhalt 2004
- Liste der Gebietsänderungen in Sachsen-Anhalt 2005
- Liste der Gebietsänderungen in Sachsen-Anhalt 2006
- Liste der Gebietsänderungen in Sachsen-Anhalt 2007
- Liste der Gebietsänderungen in Sachsen-Anhalt 2008
- Liste der Gebietsänderungen in Sachsen-Anhalt 2009
- Liste der Gebietsänderungen in Sachsen-Anhalt 2010
- Liste der Gebietsänderungen in Sachsen-Anhalt 2011
- Liste der Gebietsänderungen in Sachsen-Anhalt ab 2012